# Kiskinizs
Kiskinizs község Borsod-Abaúj-Zemplén vármegye Szikszói járásában.

## Fekvése
Miskolctól északkeletre fekszik, közúton körülbelül 25 kilométerre. A környező települések közül Halmaj és Hernádkércs 3-3, Nagykinizs 4, Felsődobsza és Szentistvánbaksa 6-6 kilométerre található; a két legközelebbi város a 12 kilométerre lévő Szikszó és a 16 kilométerre fekvő Abaújszántó.

### Megközelítése
Csak közúton érhető el, Halmaj vagy Hernádkércs érintésével, a 3703-as úton. Az ország távolabbi részei felől a 3-as főúton vagy az M30-as autópályán közelíthető meg a legegyszerűbben, halmaji letéréssel.

## Története
Kiskinizs [Kinizs] nevét az oklevelek 1245-ben említették először, Kenysként. A két Kinizs nevű falu, Kis- és Nagykinizs a Hernád folyó két oldalán alakult ki. Az egyik abaúji várbirtok, a másik a Kinizs nemzetség fészke volt. A két Kinizs nevű település sorsa azonban egymástól elválaszthatatlan volt.
Kinizs birtokosai a Kinizsi család tagjai voltak.
1246-ban Kinizsi Istvánt említette egy oklevél, aki fügedi földjét eladta. 1256-ban Kinizs nemzetségbeli Mixta királyi emberként volt említve. 1270-ben a Kinizsi család tagjai közül János átadta a Kiskinizsen birtokos Julának kércsi birtokrészét cserébe egy Csehországban ejtett fogolyért, egy zsákmányolt lóért és egy szolgáért. 1272-ben a Kinizsi család tagjainak kércsi birtokát említették. 1282-ben IV. László király Guentyr-nek adta Léh földjét. 1300-ban János és Jula eladta Nógrád vármegyében levő Rád nevű birtokát. Kiskinizs Juláról Gyulatelke, később pedig Szentjánoskinizs nevet is viselt.
Az 1300-as években a két község Gyulatelke és Szentjánoskinizs elnevezésekkel szerepelt. A török elleni harcok során 1567-ben Hasszán pasa csapatai ostrommal bevették és elpusztították. Még 1715-ben is a lakatlan helyek között tartották számon. Csak az 1780-as években települt be újra Borsod vármegye déli részéből ideérkező bevándorlókkal.
1828-ban már 468 lakója volt, száz évvel később 540-en laktak a településen. A századfordulót követően fejlődésnek induló kisközségben 1928-ban iskola, később kultúrház épült, és bevezették a villanyt is.
Lakossága a két világháború között közép-és kisbirtokosokból állt, az itteniek jó minőségű szántókon dolgoztak, amellett híresek voltak kiváló szintű lótenyésztésükről. Már 1948-ban termelőszövetkezetet alapítottak az itteni parasztok, amelynek fejlődése az 1960-as években bontakozott ki. Ekkor bővítették a már csak félig kihasznált iskolát, újjáépítették a kultúrotthont, és a házépítési tevékenység is megélénkült.
Az 1970-es években a falu déli felén üdülőtelep alakult ki. A fiatalabb korosztályok közül egyre többen hagyták ott a mezőgazdaságot és helyezkedtek el a megye iparában.
A 340 fős lélekszámú község népessége az 1970-es években indult komolyabb mértékű fogyásnak viszont ez a folyamat mára már stagnál.

## Közélete

### Polgármesterei
- 1990–1994: Orosz Illés (független)[3]
- 1994–1998: Orosz Illés (független)[4]
- 1998–2001: Orosz Illés (független)[5]
- 2001–2002: Orosz Miklósné (független)[6][7]
- 2002–2006: Orosz Miklósné (független)[8]
- 2006–2010: Orosz Miklósné (független)[9]
- 2010–2014: Orosz Miklósné (független)[10]
- 2014–2019: Orosz Miklósné (független)[11]
- 2019–2024: Orosz Miklósné (független)[12]
- 2024– : Orosz Miklósné (független)[1]

A településen 2001. július 1-jén időközi polgármester-választást tartottak, az előző polgármester halála miatt.

## Népesség
A település népességének változása:
| Lakosok száma | 348  | 334  | 323  | 301  | 332  | 331  | 346  |
|               | 2013 | 2014 | 2015 | 2021 | 2022 | 2023 | 2024 |

2001-ben a település lakosságának 95%-a magyar, 5%-a cigány nemzetiségűnek vallotta magát.
A 2011-es népszámlálás során a lakosok 96,4%-a magyarnak, 8% cigánynak, 0,3% örménynek mondta magát (3,3% nem nyilatkozott; a kettős identitások miatt a végösszeg nagyobb lehet 100%-nál). A vallási megoszlás a következő volt: római katolikus 31,7%, református 45,3%, görögkatolikus 4,4%, felekezeten kívüli 4,7% (13,6% nem válaszolt).
2022-ben a lakosság 94%-a vallotta magát magyarnak, 3,9% cigánynak, 0,6% szlováknak, 0,3% németnek, 2,1% egyéb, nem hazai nemzetiségűnek (6% nem nyilatkozott; a kettős identitások miatt a végösszeg nagyobb lehet 100%-nál). Vallásuk szerint 22,9% volt római katolikus, 38,6% református, 4,2% görög katolikus, 0,3% evangélikus, 9,6% felekezeten kívüli (24,1% nem válaszolt).

## Látnivalók
- Református templom[halott link]
- I. Világháborús felújított hősi Emlékmű a temetőn[halott link]

## Életképek a településen
- Kishernád - Kiskinizs közelében